# Associazione degli artisti della Russia rivoluzionaria
L'Associazione degli artisti della Russia rivoluzionaria (AChRR, in russo Ассоциация художников революционной России?, Associacija chudožnikov revoljucionnoj Rossii) è stata un collettivo di artisti attivi tra Mosca e San Pietroburgo dal 1922 al 1932. Venne fondata da alcuni artisti su ispirazione della 47° mostra dei Peredvižniki (gli Ambulanti). Tra i fondatori del collettivo si menzionano Aleksandr Vladimirovič Grigor'ev, Evgenij Aleksandrovič Kacman, Sergej Vasilievič Maljutin e Pavel Aleksandrovič Radimov.

## Storia
Il primo manifesto dell'associazione redatto nel 1922 sanciva l'obiettivo primario di rappresentare la Russia post-rivoluzionaria, la vita quotidiana del proletariato, dei contadini e dell'Armata Rossa, in modo diretto e accessibile. Considerandosi portavoce della vita spirituale del popolo, gli artisti di questa associazione si ispirarono al realismo critico russo del XIX secolo, alla missione didattica dell'arte e al rifiuto delle avanguardie.
Tra gli esponenti di questa associazione figuravano realisti più anziani come Abram Efimovič Archipov, Nikolaj Alekseevič Kasatkin e Konstantin Fëdorovič Juon, e artisti delle generazioni successive come Isaak Israilevič Brodskij, Aleksandr Gerasimov e Boris Vladimirovič Ioganson. I principali soggetti dei lori dipinti provenivano dalle esperienze dirette di questi pittori che, per familiarizzare con la nuova società sovietica, visitavano regolarmente fabbriche, officine ferroviarie, cantieri navali e altri luoghi di lavoro.
A metà degli anni venti del Novecento l'associazione risultava essere il collettivo di artisti più influente di tutta la Russia sovietica e godeva di un grande numero di affiliati in tutta la nazione. Venne fondata una sezione speciale per gli artisti più giovani, ovvero l'Associazione della gioventù dell'AChRR (OMAChRR; in russo Объединение АХРР?, Ob"edinenie Molodëži AChRR), nonché una casa editrice e un periodico intitolato Iskusstvo v massy ("Arte per le masse") direttamente sostenuti dal governo. Con questi mezzi l'Associazione esercitò una grande influenza in merito ai gusti artistici ufficiali e condannò ogni tipo di sperimentazione formalista sia tra i membri radicali della vecchia avanguardia come Kazimir Severinovič Malevič, sia tra gli artisti più giovani della Società dei pittori da cavalletto (OST) come Jurij Ivanovič Pimenov e David Petrovič Šterenberg.
Come molte altre organizzazioni letterarie e artistiche, l'associazione venne sciolta nel 1932 nell'ambito di una riforma degli enti culturali. I suoi dettami tuttavia contribuirono a plasmare il realismo socialista degli anni trenta e quaranta.

## Opere

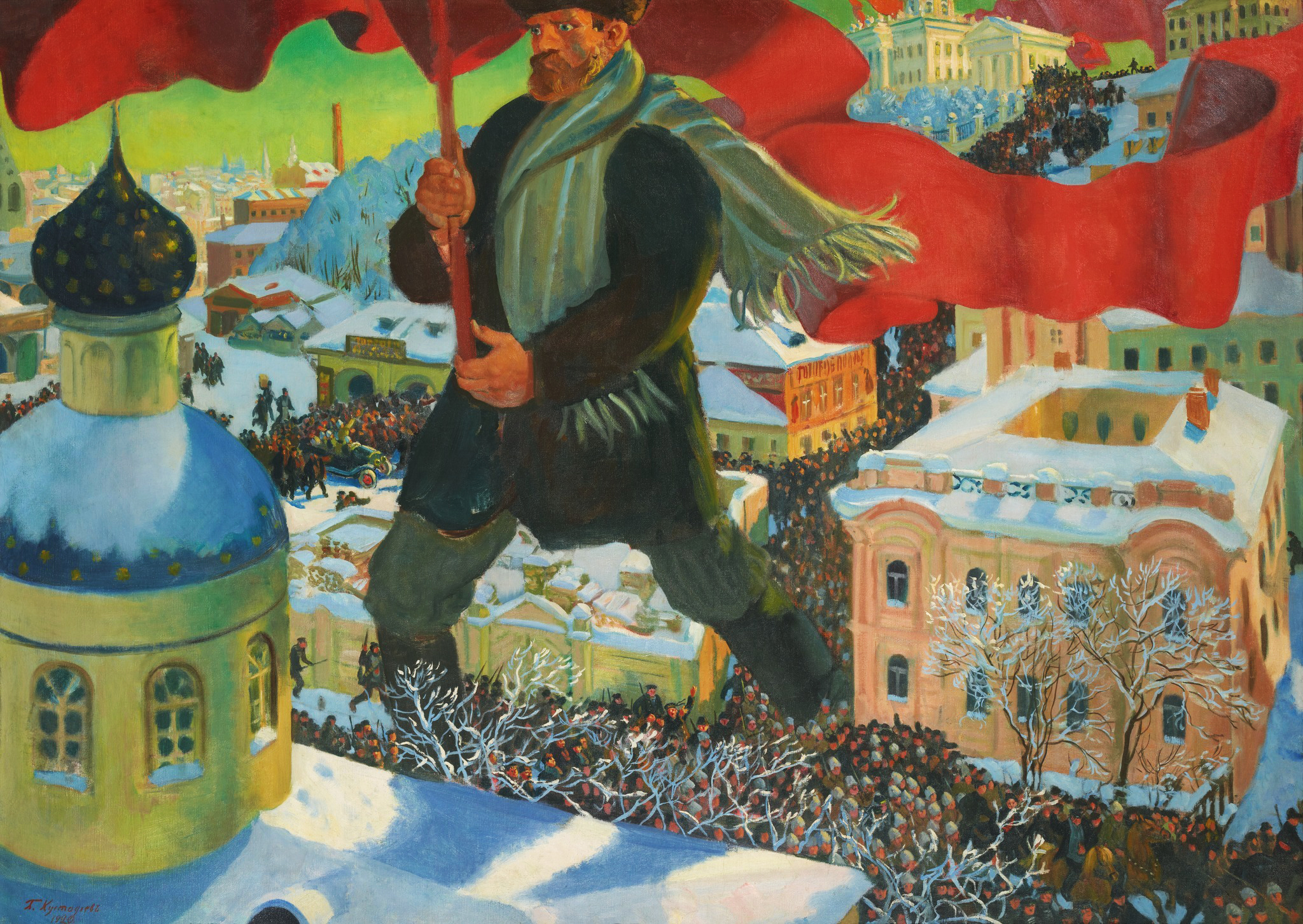
Bol'ševik (1920)

Segue un elenco di alcuni dipinti simbolo dei pittori di questa associazione:
- Bol'ševik di Boris Michajlovič Kustodiev (1920; Mosca, Galleria Tret'jakov)
- Ritratto di Dmitrij Furmanov di Sergej Vasilievič Maljutin (1922; Mosca, Galleria Tret'jakov)
- Affusto di Mitrofan Borisovič Grekov (1925; Mosca, Galleria Tret'jakov)
- Vladimir Lenin allo Smol'nyj di Isaak Israilevič Brodskij (1930; Mosca, Galleria Tret'jakov)
- Lenin sulla tribuna di Aleksandr Gerasimov (1929–30; Mosca, Museo centrale di Lenin)
- Le merlettaie di Kaljazin di Evgenij Aleksandrovič Kacman (1928; Mosca, Galleria Tret'jakov)

## Mostre

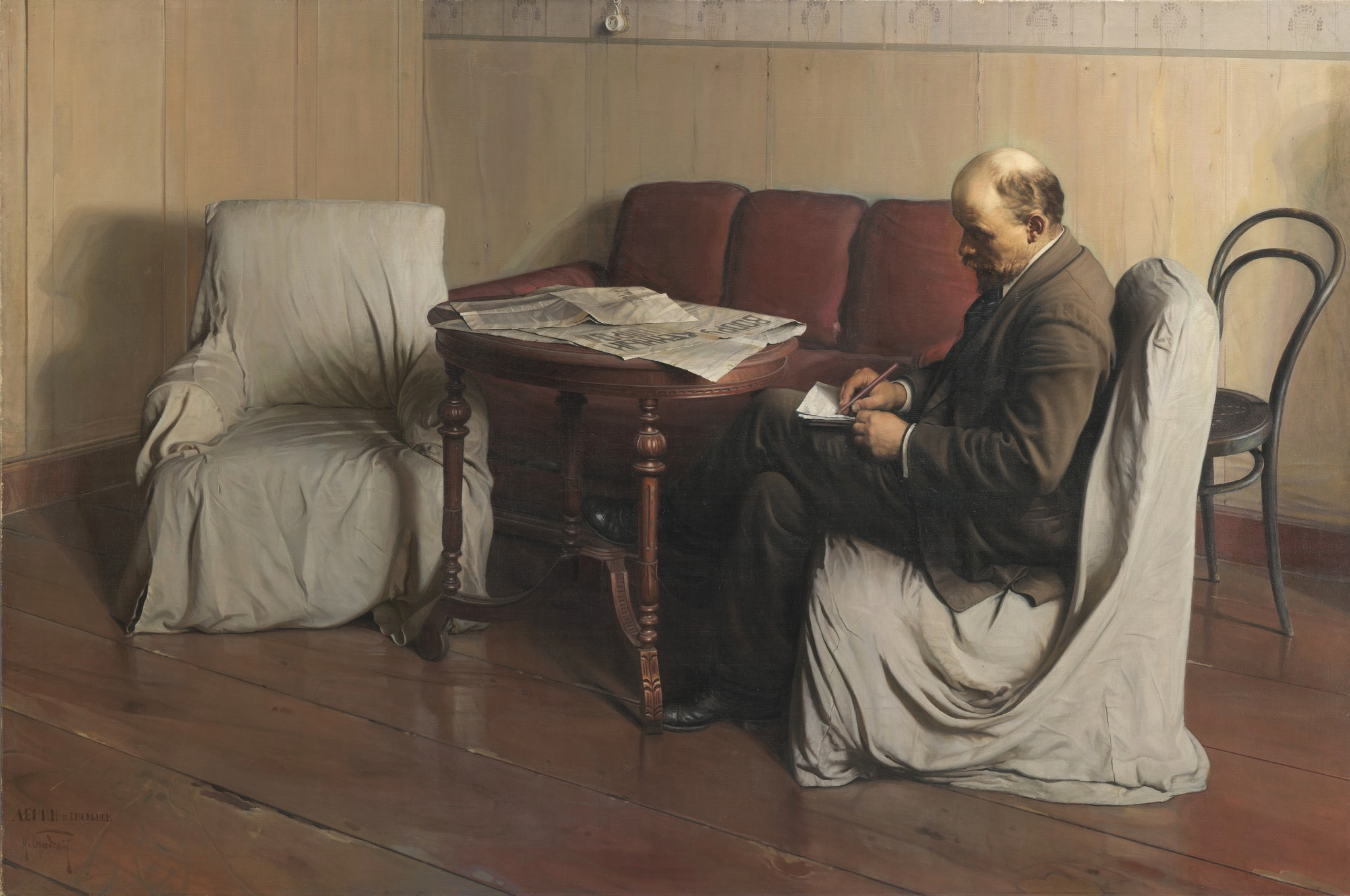
Vladimir Lenin allo Smol'nyj (1930)

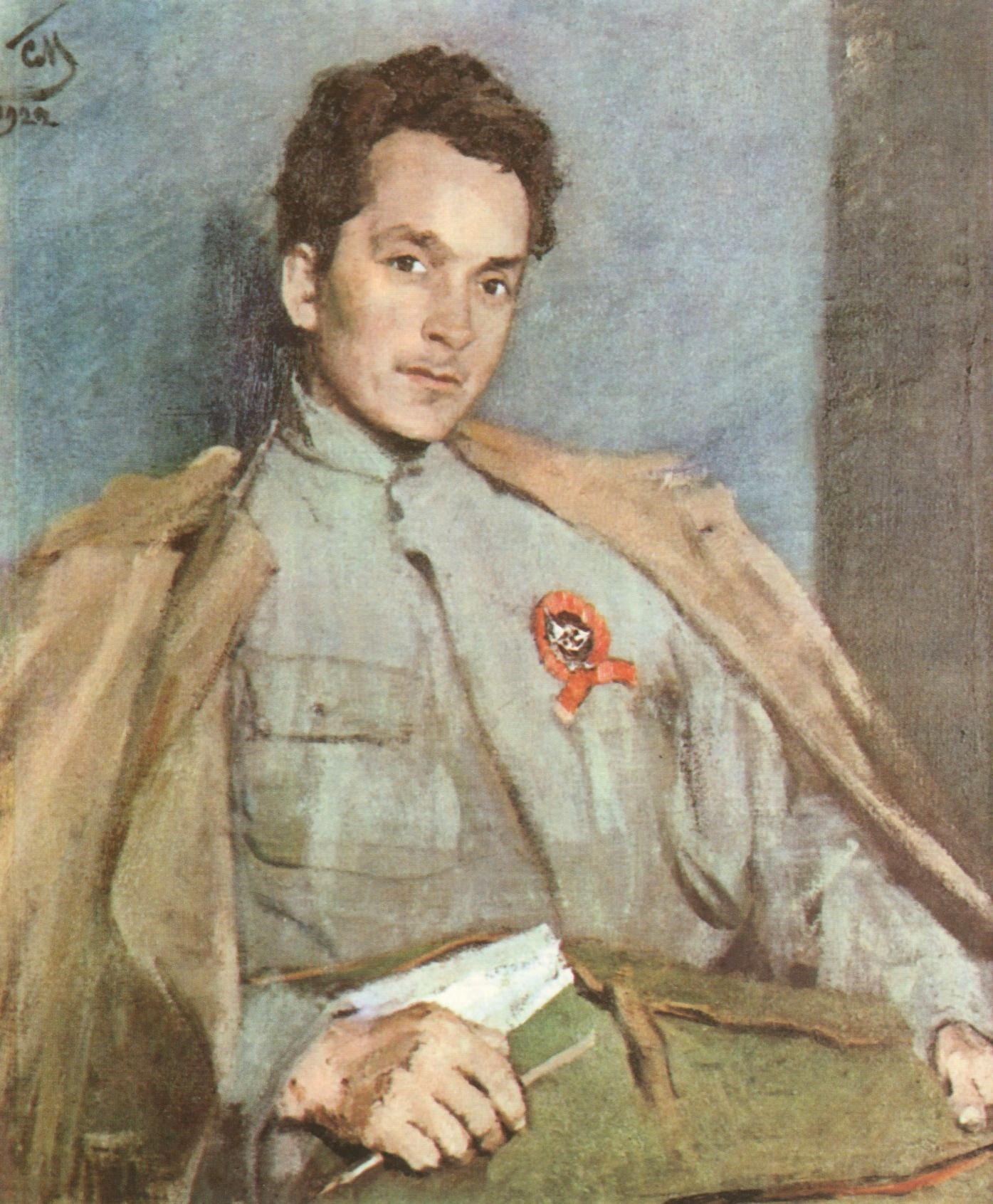
Ritratto di Dmitrij Furmanov (1922)

L'associazione organizzò in totale 11 mostre a Mosca:
- Mostra di dipinti degli artisti realisti per aiutare gli affamati (1922, salone in via Kuzneckij Most)
- Vita e quotidianità dell'Armata Rossa (1922, Museo delle belle arti, ora Museo Puškin delle belle arti)
- Vita e quotidianità dei lavoratori (1922, Casa dei sindacati)
- Armata Rossa. 1918–1923 (1923, Museo dell'Armata Rossa e della Marina)
- L'angolo di V. I. Uljanov-Lenin (1923, Prima esposizione agricola e artigianale-industriale panrussa, ora parte del Gor'kij Park)
- Rivoluzione, vita e lavoro (1924, Museo statale di storia)
- Rivoluzione, vita e lavoro (1925, Museo delle belle arti)
- Vita e quotidianità dei popoli dell'URSS (1926, ex Prima esposizione agricola e artigianale-industriale panrussa, ora parte del Gor'kij Park)
- Mostra di schizzi, studi e sculture di artisti dell'organizzazione moscovita dell'Associazione degli artisti della Russia rivoluzionaria (1927, Museo della rivoluzione dell'URSS, ora Museo di storia contemporanea della Russia)
- 10 anni dell'Armata Rossa (1928, Palazzo del telegrafo centrale)
- Arte per le masse (1929, stadio MGSPS, oggi sede della Galleria Tret'jakov)